# Villamos szigetelő

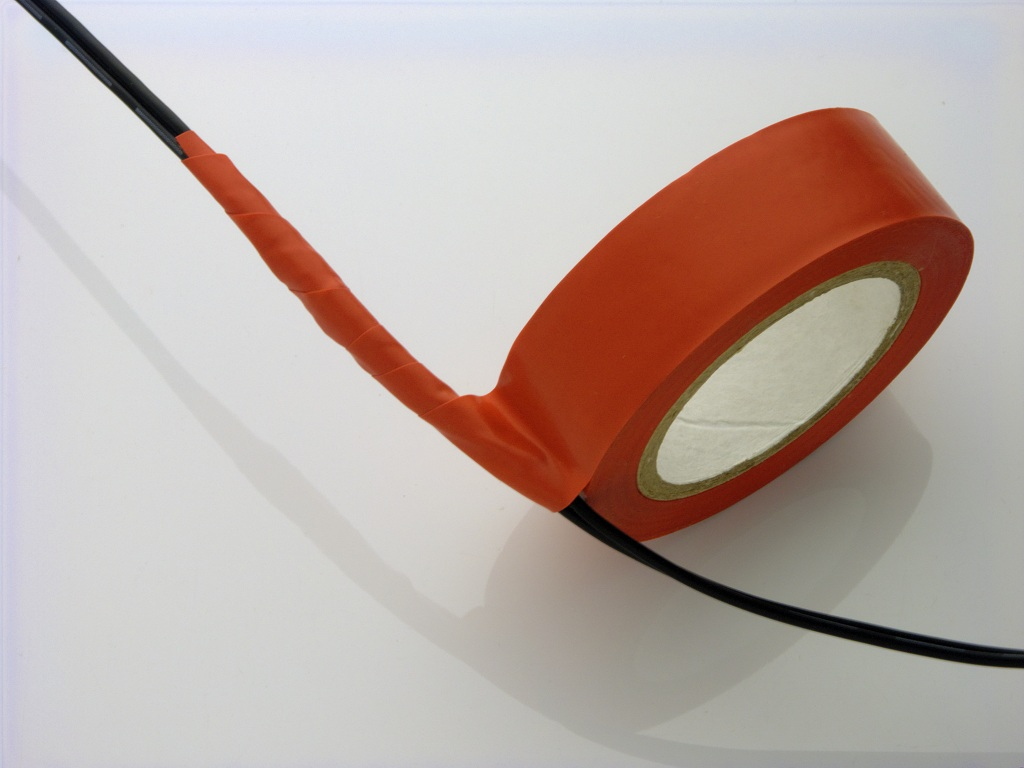
Szigetelőszalag

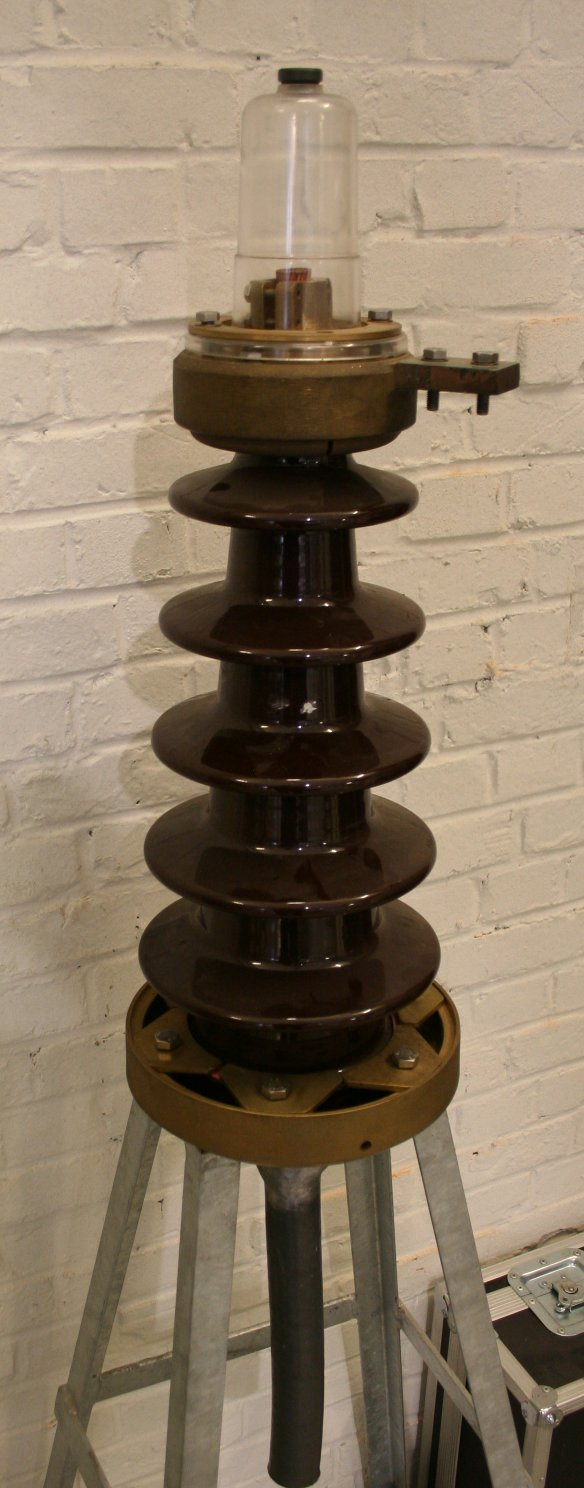

Szigetelőnek (vagy dielektrikumnak) nevezzük azokat az anyagokat, melyek az elektromos áramot elhanyagolható mértékben vezetik. Az elektromos ellenállásuk jellemzően 1012 Ω felett van. A szigetelőkben a tiltott sáv szélessége nagy, nagyobb mint 3 eV (kb. 0,5 aJ), amelyet szobahőmérsékleten csak nagyon kevés elektron képes megszerezni. A szigetelő anyagokban ezért kevés szabad elektron van, az anyag vezetőképessége kicsi. Gyakorlatilag nem vezet, szigetel. Ideális szigetelőben egyetlen szabad töltéshordozó sincs. Az atomok hőmozgása miatt a gyakorlatban ilyen nem fordul elő, vagyis szigetelő anyagainkra inkább rossz vezető elnevezést kellene használni. A szigetelő anyagok a gázok, az olajok, a szilárd halmazállapotúak közül az üveg, műanyagok, kerámiák, csillám stb. A desztillált víz is inkább szigetelő, míg a különböző sókat tartalmazó víz már vezető.
A jelenségkör szorosan összefügg az anyagok elektromos és mágneses energiát tároló képességével. Ennek egyik mennyisége a χe elektromos szuszceptibilitás (vagy más néven dielektromos szuszceptibilitás), amely azt méri, hogy a szigetelő mennyire polarizálódik külső elektromos tér hatására. Ez a mennyiség összefüggésben áll azzal is, hogy milyen a fény terjedési sebessége a közegben.
A jó dielektrikum poláros molekulái a külső elektromos tér rákapcsolásakor az erőtér irányába állnak be. Ez a dielektromos polarizáció jelensége, ami növeli a kondenzátor kapacitását.
Az elektrotechnikában a szigetelőket az áram szivárgásának megakadályozására és a vezetők megtámasztására használják.

## Kondenzátorokban
A dielektrikumot a kondenzátorlemezek közé helyezik, ezzel a kondenzátornak megnő az elektromos kapacitása és az átütési feszültsége (a vákuumhoz képest).

## Jellemzői
A dielektrikumokra jellemző mennyiségek a permittivitás, a veszteségi szög és az átütési feszültség. Az iparban alkalmazott dielektrikumok nagyon magas átütési feszültségű, nagy szakítószilárdságú, vegyileg stabil, kúszóárammal szemben ellenálló anyagok.

### Permittivitás
A síkkondenzátor kapacitása egyenesen arányos a benne levő dielektrikum permittivitásával:
{\displaystyle C=\varepsilon _{r}\varepsilon _{0}\cdot {A \over d},}
ahol C a kapacitás, εr a dielektrikum relatív permittivitása, {\displaystyle \varepsilon _{0}\approx 8{,}852\cdot 10^{-12}} a vákuum permittivitása, A a fegyverzetek felülete, és d a fegyverzetek közötti távolság.
Néhány anyag relatív permittivitása:
| paraffin           | 1,9 - 2,2 |
| csillám            | 4 - 8     |
| üveg               | 5 - 16    |
| porcelán           | 6 - 8     |
| speciális kerámiák | ~ 100     |
| bárium-titanát     | ~ 1000    |
| víz                | 81        |
| etil-alkohol       | 24        |
| petróleum          | 2,1       |
| levegő             | 1,000 59  |
| neoprén            | 6,7       |
| papír              | 3,7       |
| kvarc              | 4,3       |
| stroncium-titanát  | 300       |
| réz-oxid           | 18        |
| titán-dioxid       | ~ 80      |
| CaTiO3             | ~ 160     |
| (SrBi)TiO3         | ~ 1000    |
| benzol             | ~ 2,3     |
| nitrobenzol        | 37        |
| hidrogén           | 1,000264  |
| kén-dioxid         | 1,0099    |

A levegő relatív permittivitását a legtöbb számításban egynek veszik, mivel maga a számítás sokkal pontatlanabb. A víz kiugróan magas permittivitása a vízmolekula erős polározottságának, és ebből következő nagy dipólusnyomatékának köszönhető.

### Veszteségi szög
A dielektromos veszteségi tényezőnek is nevezett veszteségi szög a D dielektrikus eltolás és az E  erőtér által bezárt szög. Kiszámítása:
{\displaystyle \mathrm {tg} \delta ={\frac {\Im e^{*}(w)}{\Re e^{*}(w)}},}
ahol e*(w) a komplex permittivitás, és w a váltóáram
frekvenciája.

### Átütési feszültség
Az átütési feszültség az a feszültség, aminél a dielektrikum vezetővé válik. Az eközben végbement kémiai reakciók miatt a szilárd dielektrikumot ki kell dobni, mivel ez a folyamat visszafordíthatatlan. A folyékony és a gáz halmazállapotú dielektrikumokban az áramlás visszaállítja a szigetelőképességet, bár a kémiai reakciók termékei az anyagban maradnak. Ez a feszültség egyenesen arányos a dielektrikum vastagságával, ezért V/m-ben mérik. Gyakorlati okok miatt azonban inkább a MV/cm mértékegységet használják.
Táblázat a dielektrikumok átütési feszültségéről. Az adatok MV/cm-ben értendők.
| paraffin           | 10                    |
| csillám            | 2,5 - 4,2             |
| üveg               | 4 - 14                |
| porcelán           | 1 - 4                 |
| speciális kerámiák | 0,45                  |
| bárium-titanát     | > 0,025               |
| víz                | 3                     |
| etil-alkohol       |                       |
| petróleum          |                       |
| levegő             | > 0,025 (nyomásfüggő) |
| neoprén            | 12                    |
| papír              | 0,5 - 16              |
| kvarc              | 4 - 6                 |
| stroncium-titanát  |                       |
| réz-oxid           |                       |
| titán-dioxid       | 1 - 2                 |
| CaTiO3             | ~                     |
| (SrBi)TiO3         | ~                     |
| benzol             | 1,6                   |
| nitrobenzol        | 37                    |
| hidrogén           |                       |
| kén-dioxid         |                       |

## Lásd még
- félvezető

## Külső hivatkozások
- Átütés szigetelőanyagokban
- Magyar porcelán és üveg szigetelők (angolul)
- Elektromágnesség Archiválva 2011. június 3-i dátummal a Wayback Machine-ben
- Dielektromos gömb elektromos térben
- Ohne Dielektrikum - mit Dielektrikum